# Homoland
Homoland est un projet de rencontres semestrielles à laquelle participent des personnes germanophones se définissant comme des « gays autonomes, pédés de gauche et gauchistes homos ». Ces rencontres communautaires ont principalement lieu au printemps et à l'automne, entre le début des années 1990 et le milieu des années 2010, dans des régions souvent reculées d'Allemagne, et parfois de Suisse, du Danemark ou des Pays-Bas.
L'ensemble du projet et des rencontres est auto-documenté en allemand dans le fanzine Tuntentinte (litt : « l’encre des tantes/tatas/tapettes »).

## Histoire
Le projet nait de la frustration de plusieurs hommes gays face à la domination hétérosexuelle et l'homophobie des milieux de gauche, mais aussi à la mainstreamisation et au conformisme de la sous-culture commerciale gay. Un première rencontre s'organise alors en 1992 sous le nom de « Landwoche ». Cette semaine à la campagne est pensée à la fois comme un lieu de revendication, de travail politique, et une occasion de se retrouver en communauté.
Au fil des éditions, les « Landwoche », puis d'« Homolandwoche » se structurent autour de différents groupes de travail et de discussion. Les sujets abordés sont variés mais toujours ancrés dans les questions qui traversent la communauté : militantisme gay, homophobie dans la gauche, SM, communisme, coming out, antimilitarisme, prostitution, violence sexualisée, patriarcat, sida, érotisme et pornographie, amitié, logement et politiques identitaires. À ces moments théoriques s'ajoutent des promenades dans la nature, des parties de croquet « homolandais », des spectacles ou des soirées à thèmes.
Si comme le rappelle l'une des rédactrices de Tuntentinte Baella van Baden-Babelsberg, les questions d'intersexuation et de transidentité sont un angle mort des Homolandwoche dans les années 1990, les hommes trans y sont explicitement invités à partir du milieu des années 2000 : « c'est un rassemblement de punks mignons, d'autonomes pervers, de tantes, d'hommes trans gays, d'homos de gauche et d'étudiants contre-nature ».
Dr. Lore Logorrhöe, une autre rédactrice de Tuntentinte, ajoute qu'Homoland fait partie des rares endroits de la scène gay où la problématique de la pédophilie est discutée. Depuis les années 1968 et la « révolution sexuelle », une certaine solidarité de la part de certains milieux alternatifs de gauche existe en effet envers le mouvement pédophile. Si cette solidarité est rompue au milieu des années 1990, aucun débat de grande ampleur n'a lieu à l'échelle de la société ni de la communauté gay, ce qui selon Lore Logorrhöe empêche le traitement des raisons structurelles de cette violence sexuelle.
Plus d'une trentaine d'éditions de l'Homolandwoche se développent entre les années 1990 et les années 2010, avant que le projet ne s'éteigne en 2016.

## Tuntentinte
À l'origine en 1994, Tuntentinte n'est qu'une collection de comptes rendus des groupes de travail de la Landwoche. La publication se structure ensuite comme une lettre d'information à destination des gays radicaux de gauche, pour enrichir les discussions et développer certains thèmes en dehors des Homolandwoche. La rédaction à plusieurs mains mêle avec humour articles théoriques et discussions animées, recettes de cuisine, énigmes et images à collectionner, bandes dessinées et histoires d'amour photographiques. On y trouve des contributions d'Allemagne, des Pays-Bas, de France et de Suisse.
Basées initialement à Francfort-sur-le-Main, la rédaction et l'adresse postale sont transférées à Berlin à partir de 1993, puis à Hanovre à partir de 2001. Si dans les premières années quatre à cinq numéros sont produits annuellement, ce nombre diminue au cours des années suivantes pour se stabiliser à un ou deux numéros par an à partir de 1999. Le tirage se fait à petite échelle et s'élève à son apogée à 800 exemplaires. Tuntentinte est distribué en Allemagne, en Autriche, en Suisse, aux Pays-Bas et en France, le plus souvent dans des infokiosques, des librairies de gauche, des habitats collectifs,  des bars autonomes, des Wagenplatz (de) ou par des particuliers.
Entre 2004 et 2006, faute de moyens, Tuntentinte devient Tuntentinte:extrakt, un format réduit publié à 150 exemplaires. À partir de 2008, une version numérique, Tuntentinte electronic, est envoyée par mail à ses lecteurs.

## Localisation de l'évènement
- Karze, Land de Basse Saxe (1994, 1995, 1996)
- Lutter, Land de Thuringe (1995)
- Ubbergen, Province de Gueldre (1996)
- Küsten, Land de Basse Saxe (1997, 1998, 2001, 2006, 2008)
- Bühl, Canton de Berne (1999)
- Frutigen, Canton de Berne (2000)
- Région de la Forêt-Noire, Land de Bade-Wurtemberg (2001, 2003)
- Leinebergland, Land de Basse Saxe (2004)
- Canton du Jura (2004)
- Île de Falster (2005)
- Région du Harz, Land de Basse Saxe (2005)
- Land d'Hambourg (2008)
- Land du Brandebourg (2009)
- Région de Lunebourg, Land de Basse Saxe (2010)[2]

## Projets connexes
En parallèle de la semaine Homoland, le projet se structuré autour d'évènements, de cercles de discussion et de publications ayant lieu tout au long de l'année. Parmi elles on compte l'organisation du Tuntengala, de la radio associative RadiOAton ainsi que la création et l'animation de Tuntenhäuser à Berlin-Est.
À partir de 2000, la rédaction de Tuntentinte se scinde en deux et une partie d'entre elle lance le projet Internet etuxx, un blog alimenté par des discussions tournant autour de thématiques similaires.
Homoland s'interconnecte enfin à d'autre initiatives francophones ou anglophones, à l'image du projet La Croisière auto-documenté dans la revue BangBang basée à Genève.

## Archivage
En 2022, le site tuntentinte.noblog se propose d'archiver numériquement les exemplaires PDF de Tuntentinte, ainsi qu'une série de liens qui retracent la constellation des sites internets liés au projet. Cette digitalisation fait d'ailleurs l'objet d'une conférence proposée par Andreas Hechler à la Wikimedia Deutschland, dans le cadre de la 4e édition de tech from below du 25 août 2023.
Le Queer Zine Archive Project de Milwaukee donne également l'accès à l'ensemble des parutions de Tuntentinte à travers le fonds Stefan Smith.